# Со Дон Мьон
Со Дон Мьон (кор. 서동명, 徐東明, нар. 4 травня 1974, Самчхок) — південнокорейський футболіст, що грав на позиції воротаря.
Виступав, зокрема, за клуб «Ульсан Хьонде», а також національну збірну Південної Кореї.

## Клубна кар'єра
Народився 4 травня 1974 року в місті Самчхок. Вихованець футбольної школи клубу Ulsan University.
У дорослому футболі дебютував 1996 року виступами за команду «Ульсан Хьонде», в якій провів один сезон. 
Згодом з 1998 по 2001 рік грав у складі команд «Санджу Санму» та «Чонбук Хьонде Моторс».
Своєю грою за останню команду знову привернув увагу представників тренерського штабу клубу «Ульсан Хьонде», до складу якого повернувся 2002 року. Цього разу відіграв за команду з Ульсана наступні чотири сезони своєї ігрової кар'єри. Більшість часу, проведеного у складі «Ульсан Хьонде», був основним голкіпером команди.
Завершив ігрову кар'єру у команді «Пусан Ай Парк», за яку виступав протягом 2007—2008 років.

## Виступи за збірну
У 1995 році дебютував в офіційних матчах у складі національної збірної Південної Кореї.
У складі збірної був учасником чемпіонату світу 1998 року у Франції.
Загалом протягом кар'єри в національній команді, яка тривала 14 років, провів у її формі 21 матч.